# Tõnu Kark
Tõnu Kark, född 4 december 1947 i Tallinn, är en estnisk skådespelare. Han är bror till Feliks Kark. Hans i Sverige mest kända roller är som Sergei i Lilja 4-ever och som Lembit i Torsk på Tallinn. Han har även spelat i den svenska produktionen Sanna ögonblick.

## Filmografi (urval)
- 2017 – Sangarid
- 2008 – Detsembrikuumus
- 2002 – Lilja 4-ever
- 2001 – Head käed
- 1999 – Torsk på Tallinn (TV)
- 1998 – Sanna ögonblick
- 1996 – Le Violon de Rothschild
- 1995 – Letters from the East
- 1981 – Det lilla skogstrollet